# Хаймі
Хаймі — село в Кулінському районі Дагестану.
В селі налічують 66 дворів та 212 мешканців. 120 сімей з Хаймі живуть за межами рідного села.
Село розташоване в підніжжі гори Щунудаг на місцевості Еябаку (2000 метрів над рівнем моря). Село ділиться на дві частини: Барщі та Ухччі.
За селом прикріплено лише 186 гектарів землі: 22га орних земель, 64га сінокосу, 100га пасовиськ.